# Битва при Гекатомбее
Битва при Гекатомбее (битва при Димах) произошла в 226 году до н. э. между армией спартанского царя Клеомена III и войсками Ахейского союза в ходе Клеоменовой войны.
В 229 году до н. э. началась Клеоменова война между Спартой и Ахейским союзом. В ходе войны Клеомен дважды одержал победу над ахейцами при Ликее и Ладокиях. Он также провёл реформы в Спарте, свергнув власть эфоров, включив в состав спартиатов периэков и иностранцев, пополнив и усилив свою армию. В 226 году до н. э. спартанские войска вторглись в саму Ахайю у города Фары. Целью Клеомена было вынудить ахейское войско принять сражение, либо очернить ахейского вождя Арата, если он откажется от сражения и оставит страну на разорение неприятелю.
Спартанское войско заняло невыгодную позицию у местечка Гекатомбея между городом Димы и ахейским войском. В то время как гарнизон Димы тревожил тылы спартанской армии, Клеомен бросал всему наличному ахейскому войску, которым командовал стратег Гипербат, вызов за вызовом. В конце концов Гипербат принял вызов. В развернувшемся сражении спартанская фаланга разгромила ахейскую, причём ахейцы понесли большие потери убитыми и взятыми в плен.
Тяжёлое поражение вынудило ахейцев искать мира с Клеоменом, но мирные переговоры были сорваны, а Арат пригласил на Пелопоннес македонского царя Антигона III Досона, который сумел переломить ход войны и затем наголову разбить спартанцев в битве при Селласии.